# Caetano Álvares Rodrigues
Caetano Álvares Rodrigues, ou Caetano Rodrigues Alvares d'Horta (Lisboa, 1680 — Mariana, 1757) foi um militar e sertanista luso-brasileiro.
Em 1702 seguiu para a Índia, na guarda do Vice-rei Caetano de Melo e Castro. Nos cinco anos em que ali serviu, foi sucessivamente promovido de soldado a alferes, tenente de mar-e-guerra e capitão-tenente. Destacou-se na batalha para destruir a Fortaleza de Amborra, em Goa. Já no Brasil, nas Minas Gerais, Caetano seguiu o governador Antônio de Albuquerque Coelho de Carvalho ao Rio de Janeiro por ocasião da expulsão dos franceses, em 1711. Sua mulher, Francisca Pais de Oliveira, era filha de Francisco Pais de Oliveira Horta, irmã de Maximiano de Oliveira Leite e neta de Fernão Dias Paes. Serviu com o governador Dom Brás Baltazar da Silveira nos tumultos do Rio das Mortes. Foi eleito juiz ordinário e vereador da Vila do Carmo, hoje Mariana. O Governador Dom Pedro Miguel de Almeida Portugal e Vasconcelos, conde de Assumar, lhe deu a patente de Coronel de Ordenanças da cidade de São Paulo e de guarda-mor de Ribeirão. Em 12 de dezembro de 1749, foi feito  Cavaleiro da Ordem de Cristo e Escudeiro-Fidalgo da Casa Real.